# (18142) Adamsidman
(18142) Adamsidman est un astéroïde de la ceinture principale d'astéroïdes.

## Description
(18142) Adamsidman est un astéroïde de la ceinture principale d'astéroïdes. Il fut découvert le 31 juillet 2000 à Socorro (Nouveau-Mexique) par le projet LINEAR. Il présente une orbite caractérisée par un demi-grand axe de 2,23 UA, une excentricité de 0,15 et une inclinaison de 3,9° par rapport à l'écliptique.

## Compléments